# Uritorco
El Uritorco (uritu urqu = "cerro de los loros" en quichua) es un cerro de 1979 m s. n. m. (unos 6500 pies) en el centro de la Argentina, situado en el norte del Valle de Punilla,  en Capilla del Monte, en la provincia de Córdoba, accesible por las rutas RN 38 y provincial 17. Su cumbre es la máxima elevación de la Sierras Chicas, llamada antiguamente Viarava. Es considerada la sexta Maravilla Natural de Córdoba.

## Geografía
El cerro fue formado por bloques paleozoicos fallados y ascendidos. En sus cercanías (ladera norte) se encuentra "Los Terrones", Parque Autóctono, Cultural y Recreativo, lugar de relevancia histórica, cultural y paisajística. Quizás se trataría de una falla geológica que realmente llama la atención por su distinta composición terrestre, el colorido y la variación de distintos estrechos y pasadizos por el desgaste eólico o marítimo, que dan la forma de un "paisaje encantado"; otros lo denominan "un lugar para el asombro". También culturalmente estas tierras fueron habitadas por algunos integrantes de etnias como los comechingones, que habitaban en toda la provincia de Córdoba, como por ejemplo el cerro Pajarillo, de 1690m, el segundo más alto de las Sierras Chicas, y en el valle de Ongamira o las Grutas de Ongamira, que hasta el siglo XVI fue lugar de asentamiento de la cultura de los comechingones.
Desde el cerro Uritorco descienden numerosos cursos de agua, muchos en forma subterránea, llegando a formar termas; entre estos cursos se destaca el pequeño río Calabalumba —casi seco durante el estío— que se dirige hacia el oeste pasando por Capilla del Monte.
Paisajísticamente, el Uritorco presenta grandes atractivos. Para comenzar, se destaca como una mole de abruptas laderas entre las otras montañas. Durante los atardeceres de las jornadas despejadas, precisamente en el momento del ocaso solar, gran parte de las laderas toman un brillante color dorado. Desde su cumbre se tiene un magnífico belvedere de los valles que lo rodean. El mirador se ubica sobre el nivel más frecuente de las nubes; sin embargo, éstas no suelen impedir la visión de las tierras bajas, ya que las rachas de viento fresco constantemente crean zonas despejadas entre las nubes o su caligine. Es frecuente ver planear en torno a la cumbre a cóndores y jotes.
Durante los inviernos, el Uritorco se encuentra cubierto de hielo y nieves. Durante el otoño (de abril a junio), en cambio, el paisaje se torna amarillo y cobrizo a causa de los quebrachos colorados y de los follajes de los árboles caducifolios. 

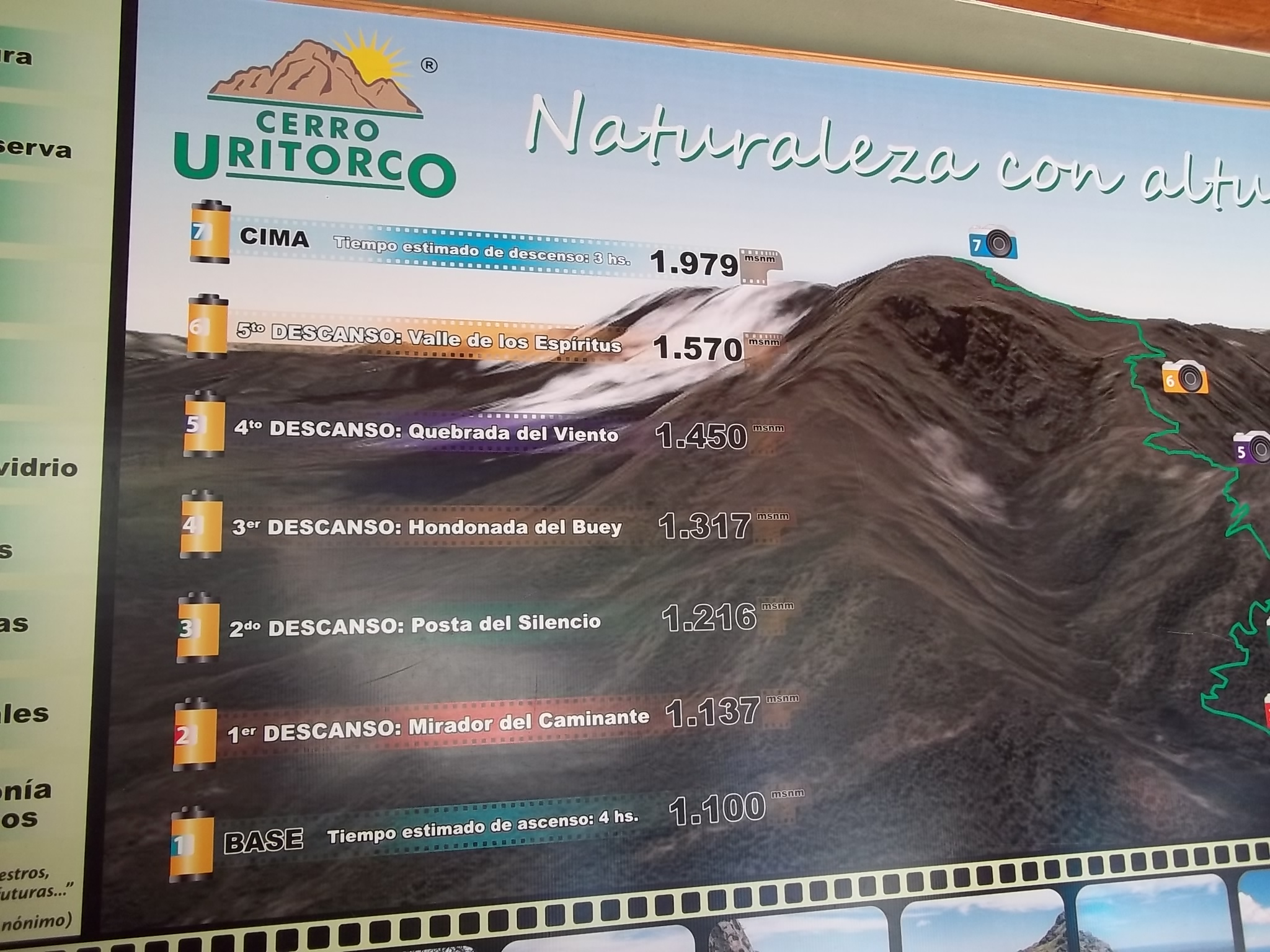
El Cerro Uritorco está privatizado, por lo que se debe pagar para escalarlo, aunque está bien señalizado y protegido.

Los faldeos del Uritorco se encuentran poblados de palmas caranday (llamadas en Córdoba "cocos" aunque no produzcan cocos), seguidas luego por un estrato de árboles caducifolios típicos de climas fríos, entre los que se encuentran los molles. Hacia los 1500 m s. n. m. aparecen prados de altitud, musgos, líquenes, algunos helechos y roquedales casi desprovistos de vegetación. Por todos estos motivos esta montaña es una Reserva Natural, aunque se encuentra en manos privadas.
En cuanto a la escalada de esta montaña, la senda más usada se ubica al suroeste de su base y sus laderas. Tal senda es relativamente fácil de trepar durante las horas de luz diurna y por lo tanto requiere poco equipo, excepto un calzado resistente y bien afirmado al pie, así como un bordón o bastón fácilmente improvisable y una cantimplora o caramañola; lo imprescindible es que quienes intenten el ascenso tengan un buen estado físico. Las otras sendas son mucho más difíciles, llegando a un grado de dificultad «5»; en ciertas partes de las laderas septentrionales existen precipicios.

### Bastón de Mando
Según el Dr. Alfredo Terrera, en 1934, en las cercanías del cerro Uritorco habría sido hallado un bastón de piedra, al que se llamó Bastón de Mando, afirmando, sin presentar pruebas, que fue ordenado construir con la piedra de basalto por el Gran Cacique Voltán de los Comechingones hace más de 8.000 años.

## Mitología
El cerro Uritorco fue una montaña sagrada para los antiguos pueblos (por ejemplo los comechingones), también lo fueron otras zonas que habitaban los nativos como el Cerro Minas, Los Terrones, Cerro Colchiquín, Ongamira. Muchos descendientes dicen que en el cerro Colchiquín, o Charalteca, un supuesto hecho ocurrió durante la conquista española (en el siglo XVI) a un conjunto de nativos asediados por las tropas reales. En represalia por la muerte del capitán Blas Rosales (realizando un censo para conocer la cantidad de nativos que existía en la época) se refugiaron en el cerro y para no dejarse tomar prisioneros se habrían arrojado suicidándose desde la ventosa cumbre para no caer en la esclavitud. Tal hecho habría ocurrido en el cerro Colchiquín, ubicado unos 20 kilómetros al noreste del Uritorco, en la zona de las grutas de Ongamira. 
La sierra que conforma el cordón que forma el Uritorco recibe el nombre real de Viarava, nombre comechingon,  o Sierra Chica.

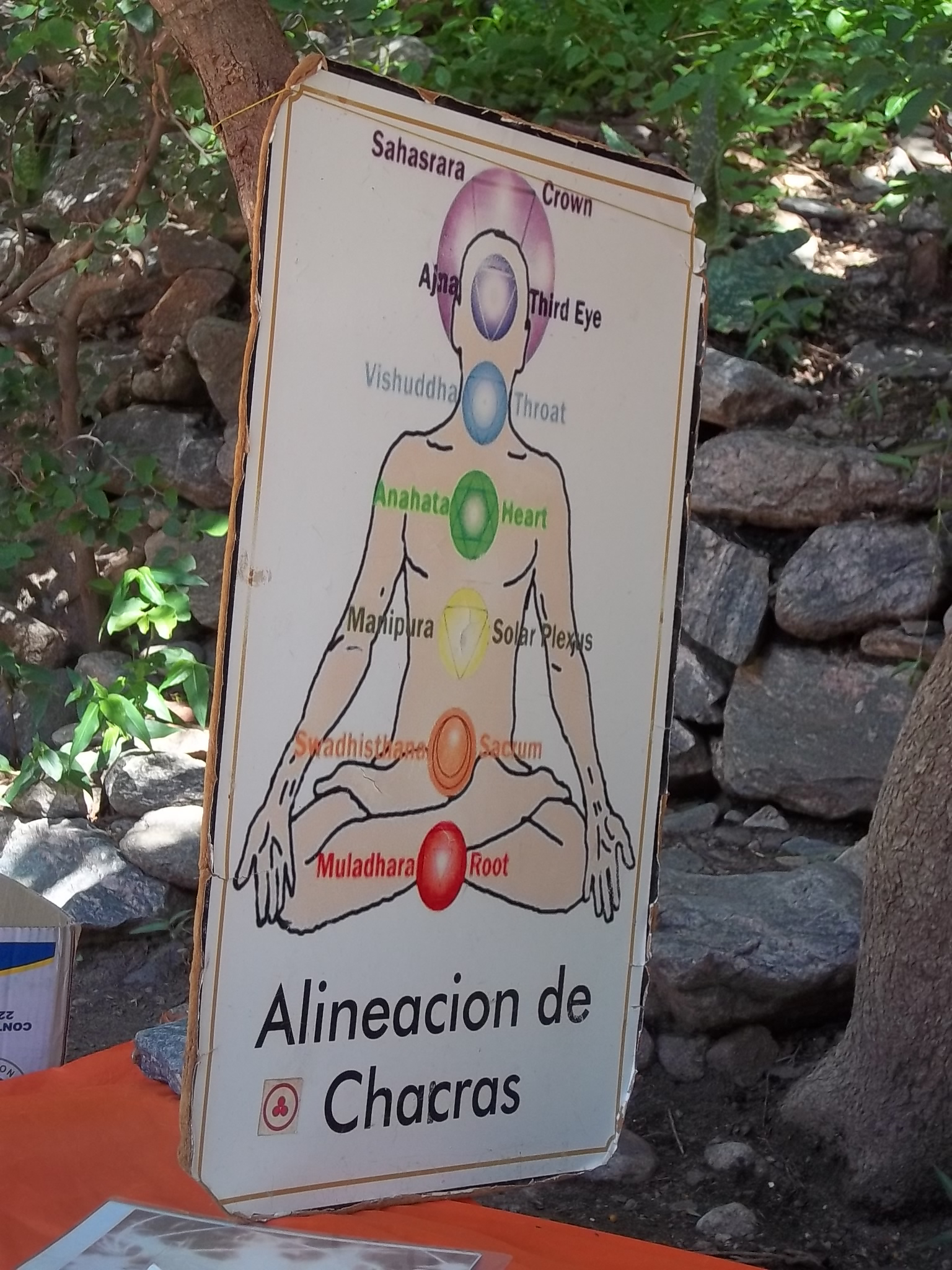
Desde los años '80, la zona ha dado impulso a un novedoso turismo OVNI, en conjunción con cultores de la Era de Acuario.

Uritorco en quichua significa literalmente Cerro de los Loros, ya que estaba plagado de los mismos, hasta que fueron durante el siglo XX sistemáticamente exterminados debido a que eran considerados "plaga"  por los pobladores al ser muy dañinos para las cosechas.
Los loros en cuestión son los muy conocidos barranqueros, aunque por un equívoco debido a la parofonía, y a la importancia de esta montaña, es común que (como a tantos otros topónimos del centro, oeste y noroeste argentino) se le atribuya una falsa etimología quechua en la que ese nombre significaría "Cerro Macho"[cita requerida].
Una leyenda regional bastante moderna explica tal topónimo: sería así llamado no solo por ser la cumbre que más se destaca en la Sierra Chica de la provincia argentina de Córdoba, sino porque casi inmediatamente al sur se encuentra otra montaña algo menos elevada, con dos cumbres, que recibe el nombre de "Las Gemelas". Se dice que, según los antiguos mitos, estas gemelas eran "dos hermanas", hijas del cacique Uritorco, quien poseía un secreto. Un brujo quiso conocer ese secreto y torturó al cacique con el fin de obtenerlo, pero aquel se mantuvo en silencio, incluso después de que el brujo matara brutalmente a sus hijas y a su mujer. Finalmente, el valeroso gesto del cacique hizo que fuerzas telúricas destruyeran al brujo, y como premio por la bravura del cacique éste fue convertido en el Cerro (de ahí el que se lo llamara Cerro Macho), sus hijas en Las Gemelas, y su amada mujer en el Río Calabalumba, que acaricia eternamente la ladera este del Cerro.
Otro relato da cuenta de un joven indio llamado Uritorco que se enamoró de la bella hija de un hechicero, quien se convirtió en un maligno perseguidor de los enamorados, maldiciendo y obstaculizando su amor. Ellos huyeron acosados por el negro demonio de la muerte, hasta que fueron alcanzados por el Uturunco, y se transformaron ambos; él, en el majestuoso e imponente cerro, y ella en las claras aguas del río Calabalumba.

### Avistamientos

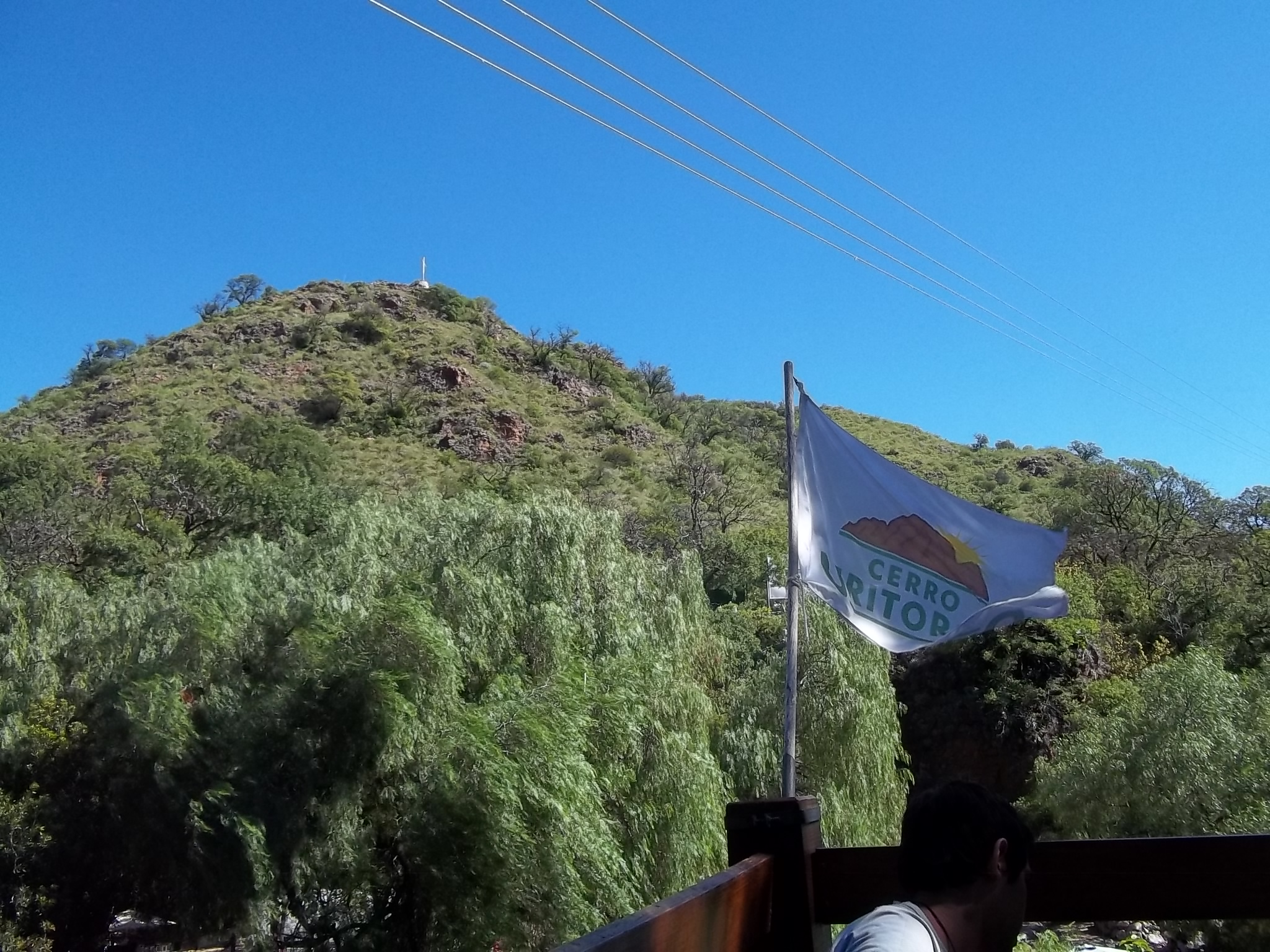
La belleza natural y la paz del lugar predisponen a la meditación y a un paréntesis de la propia vida cotidiana.

El Uritorco es conocido por prácticas esotéricas frecuentes y, en décadas pasadas, por los avistamientos de supuestos OVNIs referidos por locales y turistas. En enero de 1986 el gobierno local difundió fotografías y artículos sobre una zona del Cerro El Pajarillo donde la vegetación resultó quemada, sosteniendo que un OVNI la había provocado. Desde 1983 existe el mito, creado por el rosarino Angel Acoglanis, de que una ciudad alienígena subterránea (Erks) yace bajo el cerro y alrededores. Un grupo de profesionales y místicos de La Plata exploró la zona extensivamente en pos de esta ciudad subterránea.[cita requerida] En los '80, el noticiero amarillista Nuevediario y otros medios fomentaron la mitología extraterrestre.
Ciertos avistajes de luces podrían explicarse por la presencia de terrenos piezoeléctricos, ricos en cuarzo, feldespatos, turmalinas, capaces de acumular importantes cargas a causa del estrés tectónico, cargas que podrían generar plasmas o fenómenos similares al producirse movimientos de muy baja magnitud. La teoría de los Pulsos Tectónicos, que incluye estos conceptos, creada por J. S. Derr y M. Persinger, y en su forma más original por geólogos japoneses, fue informalmente comunicada en los 1990 como la solución al enigma de las Luces del Uritorco.

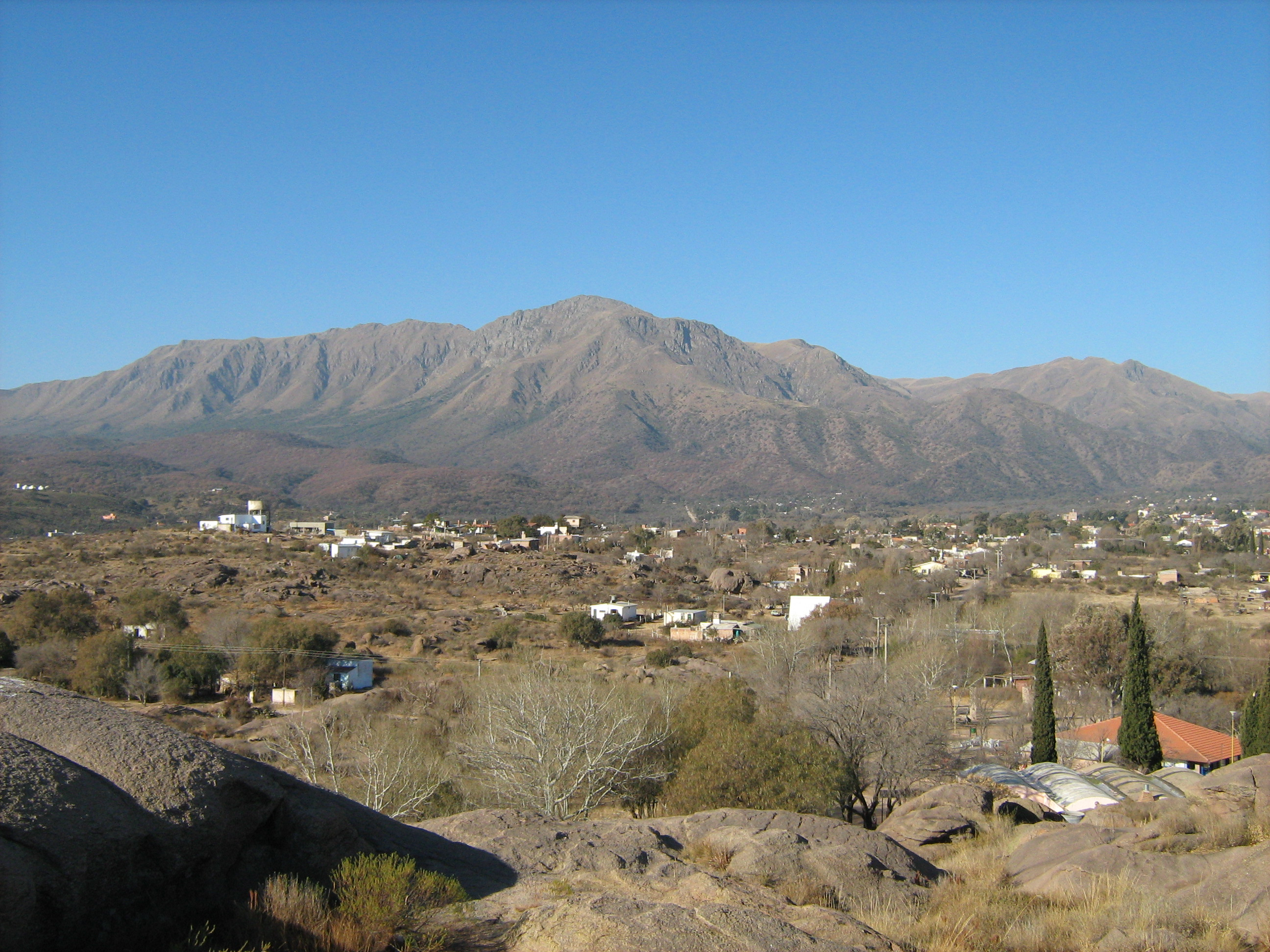
El Cerro Uritorco visto desde El Zapato.